# 草野真樹
草野 真樹（くさの まさき、1974年 - ）は、日本の会計学者。専門は財務会計、国際会計。京都大学大学院経済学研究科市場会計分析講座教授。

## 人物・経歴
滋賀県生まれ。1992年滋賀県立米原高等学校理数科卒業。1996年同志社大学商学部卒業。1998年同志社大学大学院商学研究科博士前期課程修了、修士（商学）。2002年同志社大学大学院商学研究科博士後期課程単位取得退学、大阪経済大学経営情報学部専任講師。2005年大阪経済大学経営情報学部助教授。2006年同志社大学大学院商学研究科博士後期課程修了、博士（商学）。2009年京都大学大学院経済学研究科准教授。2020年京都大学大学院経済学研究科教授。同年国際会計研究学会賞受賞。

## 著書
- 『利益会計論 : 公正価値評価と業績報告』森山書店 2005年
- 『会計基礎論』（渡辺泉, 渡辺大介, 本田良巳, 小谷融, 伊藤博志と共著）森山書店 2007年
- 『金融資産の減損処理を巡る動向とその特徴』日本銀行金融研究所 2010年